# Rubikova pomsta
Rubikova kostka 4×4×4, známá jako Rubikova pomsta, je nástupcem nejslavnějšího Rubikova hlavolamu, Rubikovy kostky. Původně se kostka měla jmenovat Sebestényho kostka podle svého vynálezce, ale od tohoto názvu se ustoupilo.

## Složení kostky
Kostka sama je složena z 96 barevných nálepek na 56 dílcích (24 středových, 24 hranových a 8 rohových). Hlavní rozdíl proti původní kostce je v tom, že tato verze nemá žádné pevné dílky ukotvené ke středu (jádru) hlavolamu a s každým dílkem se dá otáčet. Úkol je samozřejmě stejný jako u klasické Rubikovy kostky 3×3×3, a to poskládat na každé z šesti stěn jednu barvu. Kostka sama se většinou skládá ze středového mechanismu, ke kterému jsou ukotveny ostatní dílky a posouváním se může otáčet pouze celým patrem naráz.

## Řešení
Kostka sama má velmi mnoho možných permutací, přesně 7 401 196 841 564 901 869 874 093 974 498 574 336 000 000 000.[zdroj?] Existuje samozřejmě mnoho metod od „patro po patru“ (složí se jedna strana, pak první patro u této strany, pak druhé, třetí a nakonec zbytek kostky), nebo způsob speedcubery oblíbenější, kdy se spojí dohromady středy stejných barev, pak hrany, které mají obě barvy stejné a nakonec se kostka celá skládá jako původní Rubikova kostka. Problémem u tohoto hlavolamu jsou parity, které nemohou nastat u menších kostek. Existují i metody skládání, které se těmto problémům snaží předcházet, ale samotné řešení problému bývá zpravidla jednodušší.

### Nejrychlejší složení
Světového rekordu 17,42 sekundy dosáhl v roce 2019 Sebastian Weyer. České rekordy držel v roce 2019 Matěj Grohmann s nejlepším časem 25,20 a průměrem 30,02 sekund.